# Halowe Mistrzostwa Europy w Lekkoatletyce 2023 – bieg na 1500 m mężczyzn
Bieg na 1500 metrów mężczyzn – jedna z konkurencji biegowych rozgrywanych podczas halowych lekkoatletycznych mistrzostw Europy w hali Ataköy Arena w Stambule.
Tytuł mistrzowski z 2021 obronił Jakob Ingebrigtsen.

## Terminarz
| Data    | Godzina |            |
| ------- | ------- | ---------- |
| 2 marca | 21:05   | Eliminacje |
| 3 marca | 20:40   | Finał      |

## Rekordy
Tabela prezentuje halowy rekord świata, rekord Europy w hali, rekord halowych mistrzostw Europy, a także najlepsze osiągnięcia w hali na świecie i w Europie w sezonie 2023 przed rozpoczęciem mistrzostw.
|                                               | Zawodnik           | Wynik   | Miejsce | Data                |
| --------------------------------------------- | ------------------ | ------- | ------- | ------------------- |
| Rekord świata                                 | Jakob Ingebrigtsen | 3:30,60 | Liévin  | 17 lutego 2022(dts) |
| Rekord Europy                                 | Jakob Ingebrigtsen | 3:30,60 | Liévin  | 17 lutego 2022(dts) |
| Rekord mistrzostw Europy                      | Iwan Heszko        | 3:36,70 | Madryt  | 6 marca 2005(dts)   |
| Najlepszy wynik na świecie w 2023 roku (hala) | Jakob Ingebrigtsen | 3:32,38 | Liévin  | 15 lutego 2023(dts) |
| Najlepszy wynik w Europie w 2023 roku (hala)  | Jakob Ingebrigtsen | 3:32,38 | Liévin  | 15 lutego 2023(dts) |

## Wyniki

### Eliminacje
Awans: 3 najlepszych z każdego biegu (Q) oraz 3 z najlepszymi czasami wśród przegranych (q).
| Poz. | Bieg | Zawodnik             | Reprezentacja   | Czas           | Uwagi     |
| ---- | ---- | -------------------- | --------------- | -------------- | --------- |
| 1.   | 3    | Neil Gourley         | Wielka Brytania | 3:41,08        | Q         |
| 2.   | 3    | Jesús Gómez          | Hiszpania       | 3:41,26        | Q         |
| 3.   | 3    | Ossama Meslek        | Włochy          | 3:41,34        | Q         |
| 4.   | 3    | Louis Gilavert       | Francja         | 3:41,45        | q         |
| 5.   | 3    | Luke Mccann          | Irlandia        | 3:41,51        | q, CR18.5 |
| 6.   | 3    | Jan Friš             | Czechy          | 3:41,57        | q         |
| 7.   | 3    | Pol Moya             | Andora          | 3:42,23        | NR        |
| 8.   | 3    | David Nikolli        | Albania         | 3:42,67        |           |
| 9.   | 2    | Pietro Arese         | Włochy          | 3:43,97 (,962) | Q         |
| 10.  | 2    | Michał Rozmys        | Polska          | 3:43,97 (,969) | Q         |
| 11.  | 2    | Ismael Debjani       | Belgia          | 3:44,00        | Q         |
| 12.  | 2    | Andrew Coscoran      | Irlandia        | 3:44,11        |           |
| 13.  | 2    | Amos Bartelsmeyer    | Niemcy          | 3:44,31        |           |
| 14.  | 2    | Ignacio Fontes       | Hiszpania       | 3:44,33        |           |
| 15.  | 2    | Ferdinand Kvan Edman | Norwegia        | 3:44,44        |           |
| 16.  | 2    | Filip Sasínek        | Czechy          | 3:44,76        |           |
| 17.  | 1    | Azeddine Habz        | Francja         | 3:49,88        | Q         |
| 18.  | 1    | George Mills         | Wielka Brytania | 3:50,01        | Q         |
| 19.  | 1    | Jakob Ingebrigtsen   | Norwegia        | 3:50,29        | Q         |
| 20.  | 1    | Federico Riva        | Włochy          | 3:50,88        |           |
| 21.  | 1    | Robin van Riel       | Holandia        | 3:51,08        |           |
| 22.  | 1    | Isaac Nader          | Portugalia      | 3:52,73        |           |
| 23.  | 1    | Emil Danielsson      | Szwecja         | 3:53,89        |           |

### Finał
| Poz. | Zawodnik           | Reprezentacja   | Czas    | Uwagi |
| ---- | ------------------ | --------------- | ------- | ----- |
| 01 ! | Jakob Ingebrigtsen | Norwegia        | 3:33.95 | CR    |
| 02 ! | Neil Gourley       | Wielka Brytania | 3:34,23 |       |
| 03 ! | Azeddine Habz      | Francja         | 3:35,39 |       |
| 4.   | Jesús Gómez        | Hiszpania       | 3:38,11 |       |
| 5.   | Pietro Arese       | Włochy          | 3:38,91 | SB    |
| 6.   | Louis Gilavert     | Francja         | 3:39,54 |       |
| 7.   | Ismael Debjani     | Belgia          | 3:40,06 |       |
| 8.   | Jan Friš           | Czechy          | 3:40,86 | SB    |
| 9.   | Michał Rozmys      | Polska          | 3:43,09 |       |
| 10.  | Luke Mccann        | Irlandia        | 3:44,55 |       |
| 11.  | George Mills       | Wielka Brytania | 3:51,28 |       |
| 12 ! | Ossama Meslek      | Włochy          | DNF     |       |